# Вакарино (Падова)
Вакарино је насеље у Италији у округу Падова, региону Венето.
Према процени из 2011. у насељу је живело 804 становника. Насеље се налази на надморској висини од 19 м.